# Princípio da simetria constitucional
O princípio da simetria constitucional é o princípio federativo que exige uma relação simétrica entre os institutos jurídicos da Constituição Federal e as Constituições dos Estados-Membros.
Este princípio postula que haja uma relação simétrica entre as normas jurídicas da Constituição Federal e as regras estabelecidas nas Constituições Estaduais, e mesmo Municipais. Isto quer dizer que no sistema federativo, ainda que os Estados-Membros e os Municípios tenham capacidade de auto-organizar-se, esta auto-organização se sujeita aos limites estabelecidos pela própria Constituição Federal. Assim, por este princípio, os Estados-Membros se organizam obedecendo o mesmo modelo constitucional adotado pela União.